# Cmentarz żydowski w Popowie Kościelnym
Cmentarz żydowski w Popowie Kościelnym – jest położony na wzgórzu około 100 metrów od cmentarza rzymskokatolickiego. Data powstania nekropolii nie jest znana, najstarszy spośród około 10 zachowanych nagrobków pochodzi z 1825 roku. Do lat dwudziestych XIX wieku nekropolia ta była miejscem pochówku także dla Żydów z Pułtuska. 

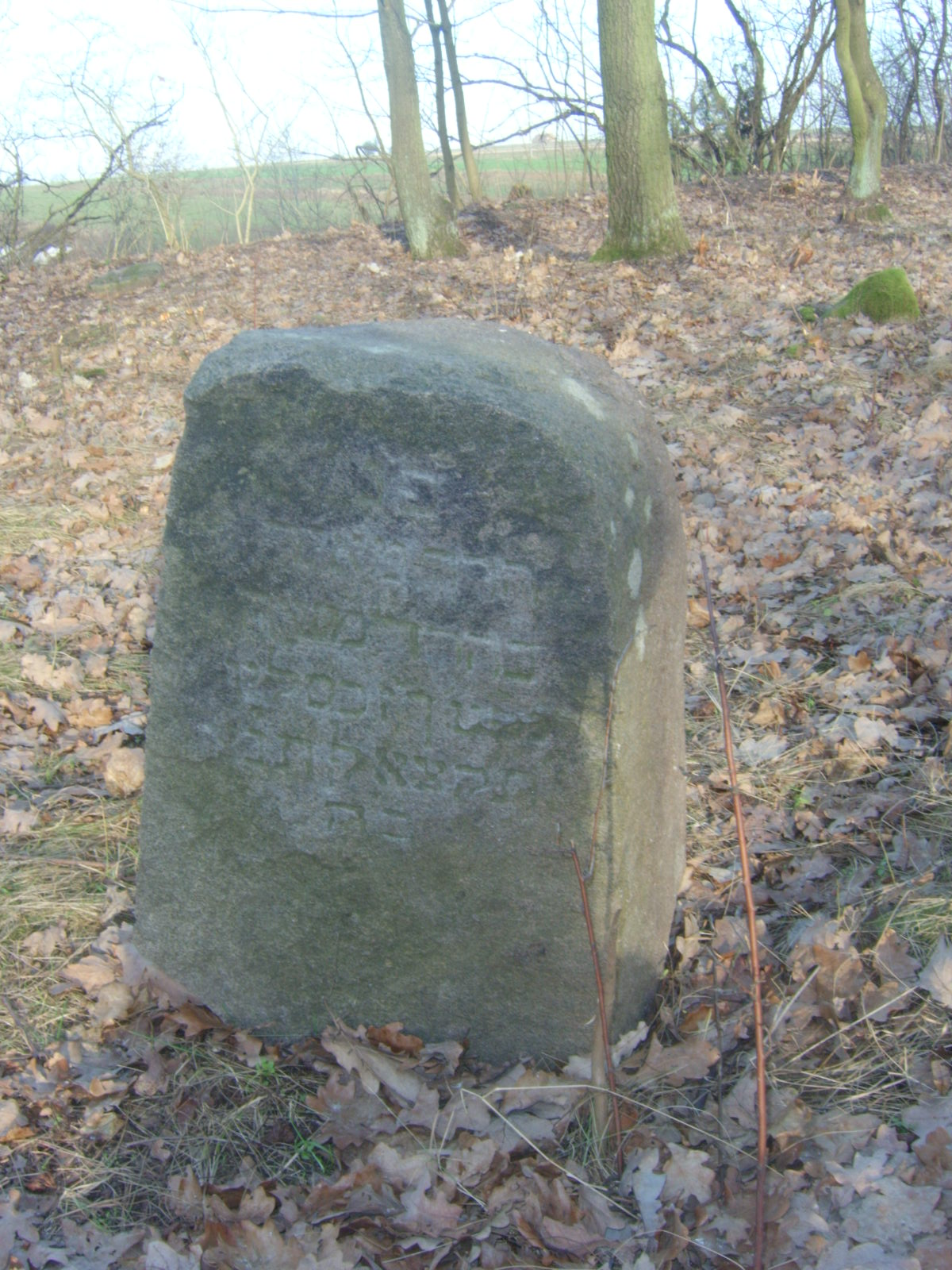
Macewa

Oprócz granitowych macew zachował się ziemny okop stanowiący zapewne granicę cmentarza. Od 1986 roku nekropolia jest wpisana do Rejestru Zabytków. W grudniu 2009 r. z inicjatywy proboszcza parafii Popowo Kościelne na cmentarzu przeprowadzono prace porządkowe.